# Dohlenstein

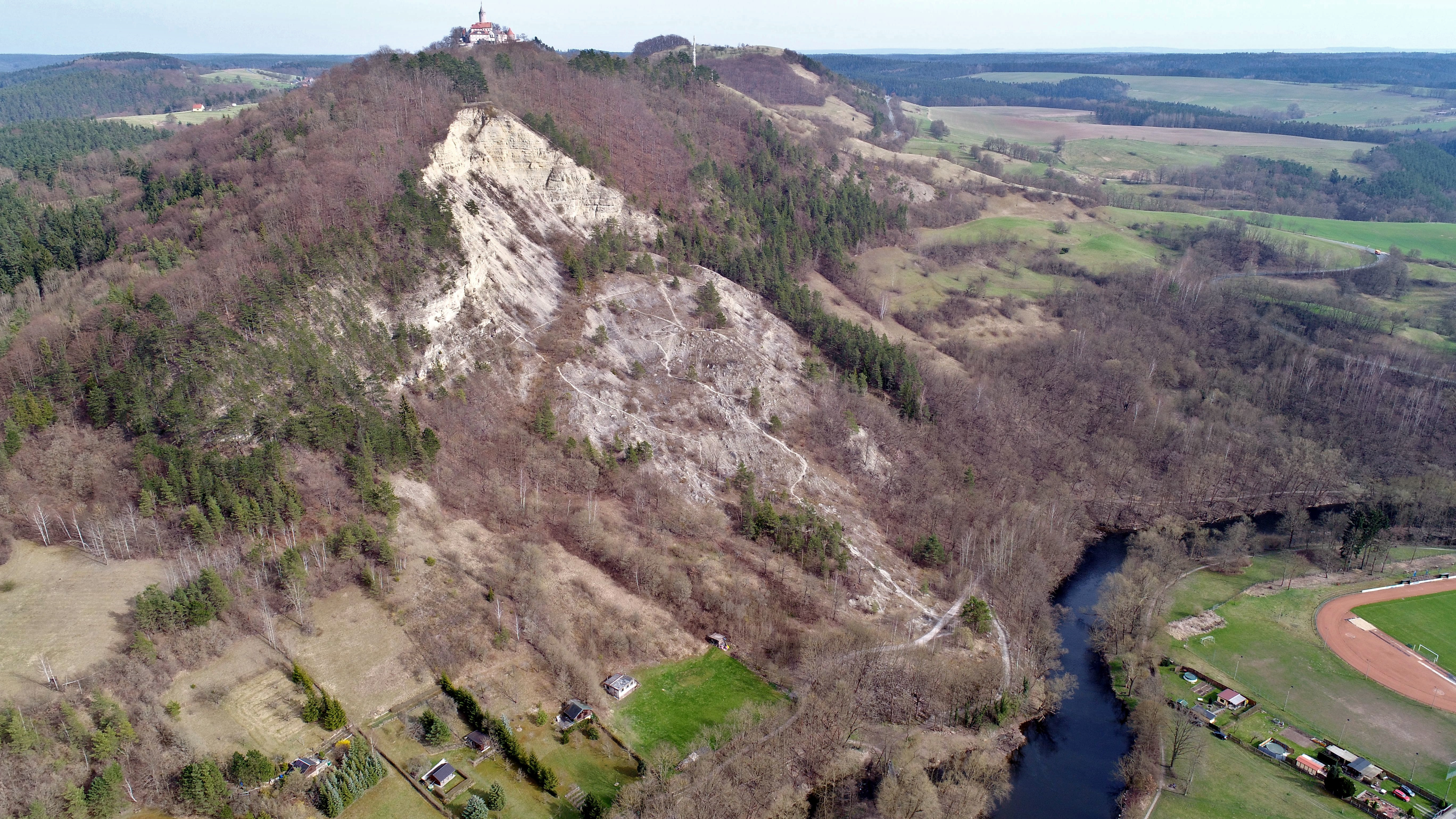
Im Rahmen der 30-Geotope-Initiative erzeugte Drohnenaufnahme des Dohlensteins im Jahr 2021. Im Hintergrund ist die Leuchtenburg zu erkennen.

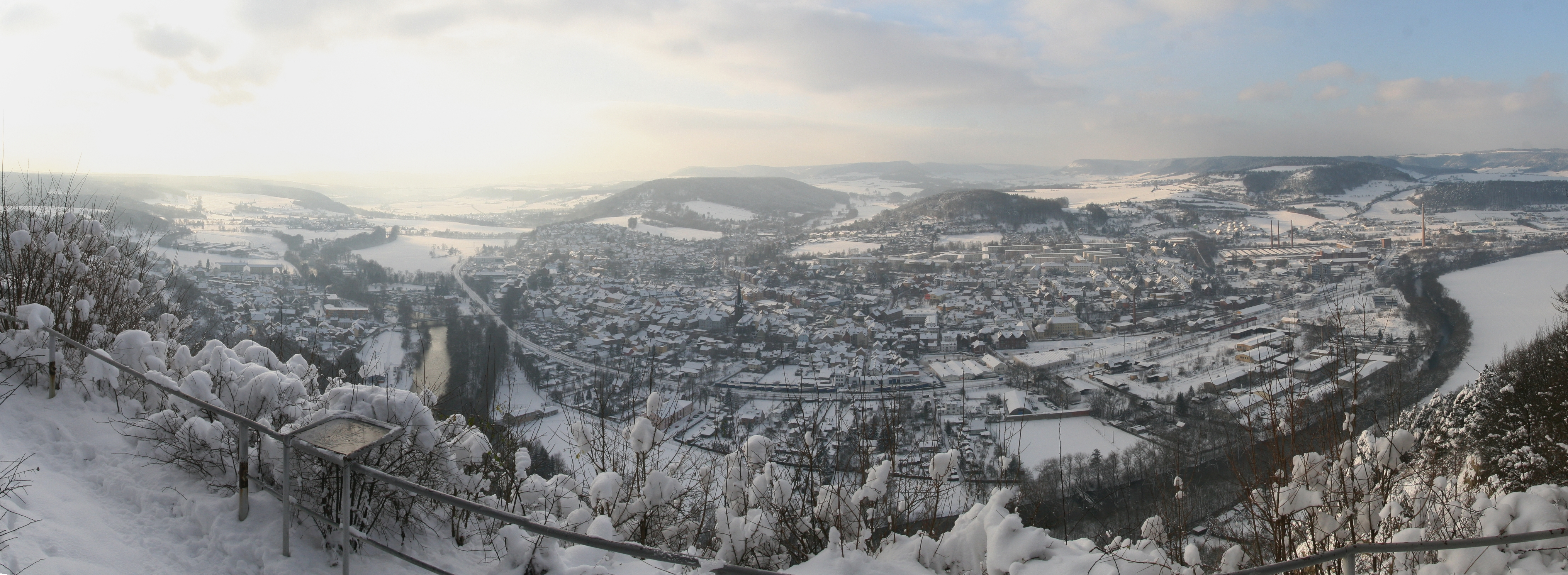
Blick vom Dohlenstein auf Kahla

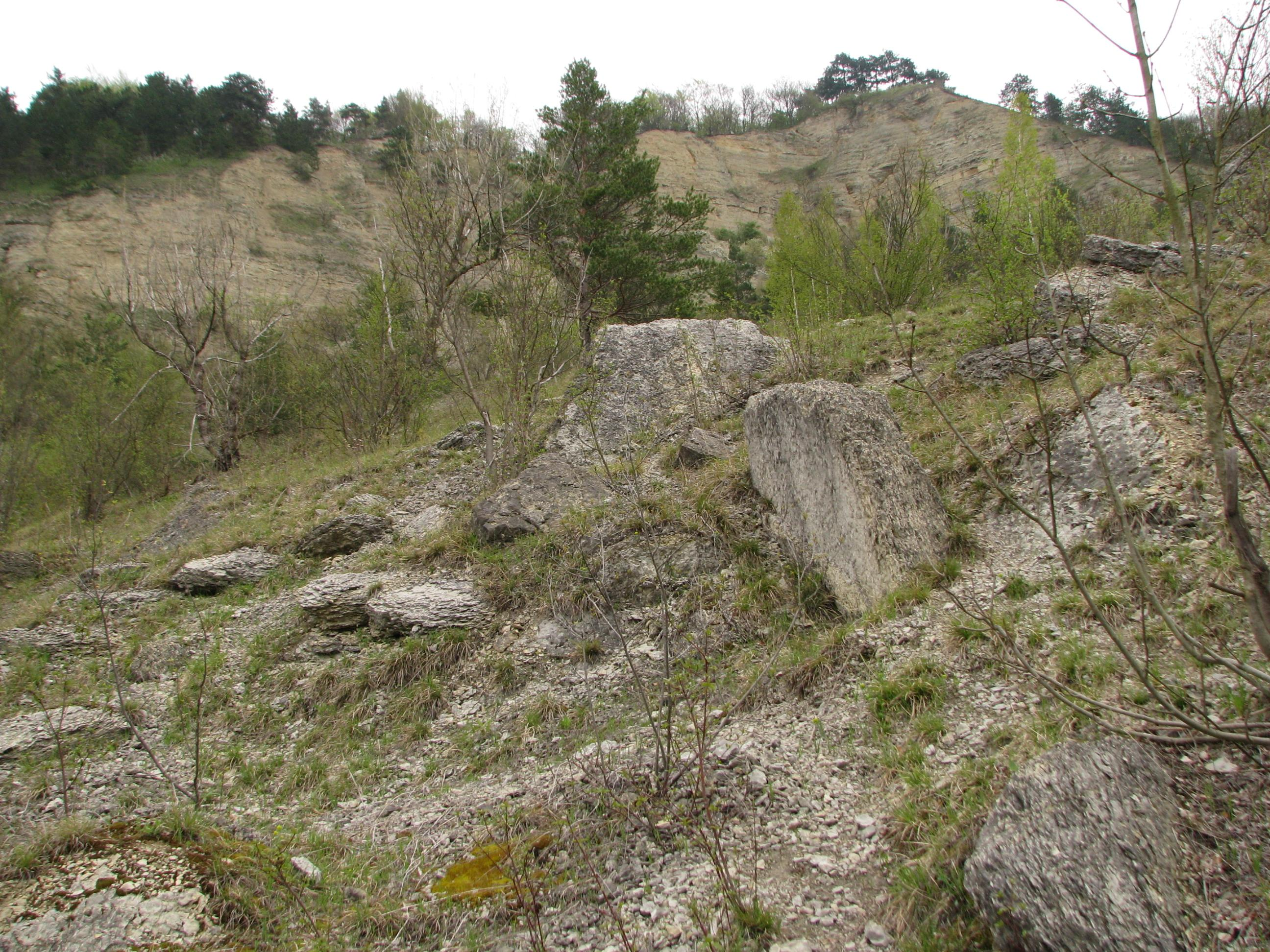
Bergsturzmassen am Dohlenstein bei Kahla

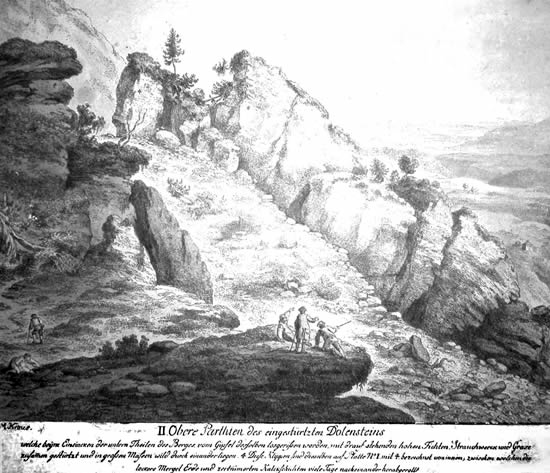
Historische Darstellung eines Felssturzes am Dohlenstein: Obere Parthien des eingestürzten Dolensteins, Zeichnung von Georg Melchior Kraus, 1780

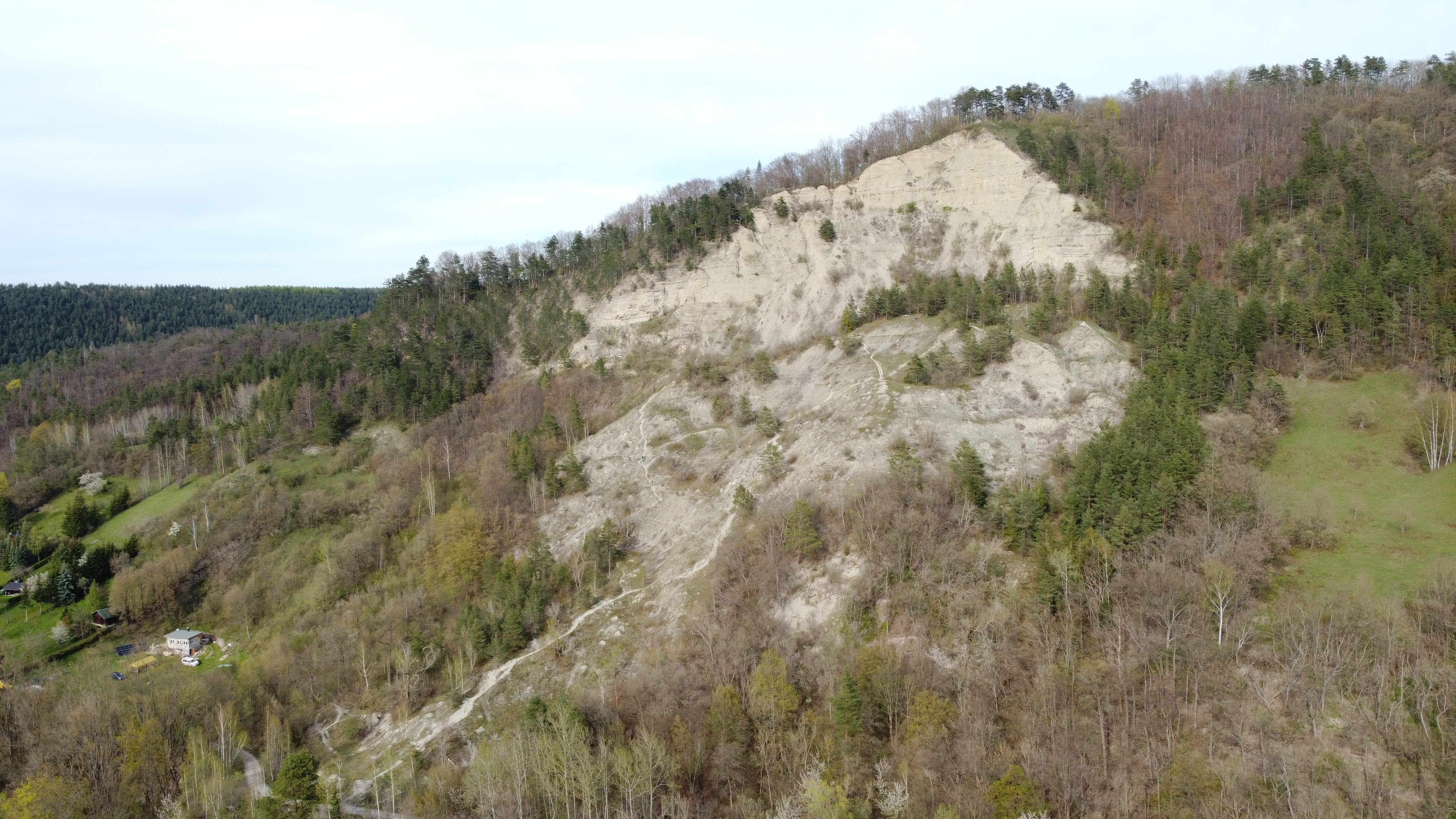
Luftaufnahme, April 2023

Der Dohlenstein ist ein 366,4 m hoher Berg östlich von Kahla in Thüringen. Er thront damit etwa 200 m über dem Saaletal, dessen Talgrund bei 160 m liegt. Der Nordwesthang des Dohlensteins bricht steil zu einem Prallhang der Saale hin ab. Um 1350 befand sich dort ein Weinberg. In den Jahrhunderten danach haben sich von dort mehrfach Bergstürze gelöst und eine bis zu 40 m hohe Abbruchnische aus den senkrecht abfallenden Gesteinen des Unteren Muschelkalks hinterlassen. Große Rutschungen sind für 1740, 1780, 1828, 1881 und 1920 belegt.
Der Dohlenstein ist das zweite im Rahmen der 30-Geotope³-Initiative der DGGV präsentierte 3D-Modell.

## Geologie
Der Dohlenstein besteht aus Gesteinen des Oberen Buntsandsteins (247,2-246 Mio.) und des Unteren Muschelkalks (246-243,9 Mio.). Nördlich und südlich des Dohlensteins hingegen stehen Einheiten des Mittleren Buntsandsteins an. Der Buntsandstein wurde unter terrestrischen Bedingungen in einem recht trockenen, weitläufigen Becken abgelagert. Zur Zeit des Muschelkalks herrschten marine Bedingungen vor. In der Kreide kam es zu folgenreichen tektonischen Bewegungen: Entlang nordwest-südost verlaufender Bruchzonen senkte sich der Leuchtenburggraben bis zu 280 m tief ein. Dadurch kamen die Muschelkalkeinheiten neben den Buntsandsteinschichten zu liegen. In den darauffolgenden Jahrmillionen wurden die Schichten eingeebnet und schließlich weiter abgetragen. Der Muschelkalk stellte sich dabei als erosionsbeständiger heraus als der Buntsandstein. Dies hatte zur Folge, dass der einstmals eingesunkene Graben heute als langgestreckter Bergrücken hervortritt (Reliefumkehr).
Die obersten Einheiten des Oberen Buntsandsteins werden als Röt bezeichnet und enthalten häufig tonige Lagen. An diesen wasserundurchlässigen Tonen staut sich das von oben ins Gestein eindringende Wasser – es entsteht eine Gleitbahn, auf der die über dem Röt liegenden Gesteine des Unteren Muschelkalks leicht abrutschen können. An bereits früher im Gestein angelegten Bruchsystemen zerreißen die Muschelkalkeinheiten und stürzen in großen Blöcken zu Tal. Zeugnis davon gibt eine nahezu senkrechte Abbruchkante, die über der Saale thront. Im Fall des Dohlensteins spielt auch die tief ins umliegende Flachland eingeschnittene Saale eine wichtige Rolle. Der Dohlenstein befindet sich an einem Prallhang des Flusses. Hier wird kontinuierlich Material abgetragen und abtransportiert; der Berg wird von unten angeschnitten. Aufgrund des fehlenden Erddrucks geraten die Gesteinsmassen dann in Bewegung. 
Zuerst dokumentiert sind größere Bewegungen für das Jahr 1740. Im Sommer 1780 fand der größte Bergsturz statt. Die Rutschmassen erreichten die Talsohle, die Saale bahnte sich daraufhin ein neues Bett in die Wiesenaue. Auch im Februar des Jahres 1828 ereigneten sich große Bergstürze, die den Flusslauf der Saale erneut um mehr als 10 m verlagerten. Zuletzt fanden am Dohlenstein nennenswerte Bewegungen in den Jahren 1881 und 1920 statt. Es kommt jedoch häufig zu vereinzelten, kleineren Rutschen und Felsstürzen. Die Bergsturzmassen bilden den mittleren Bereich des Nordwesthangs. Durch die Verwitterung der Abbruchwand sind ausgedehnte Schuttfächer entstanden.

## Prähistorie
In der Vorzeit war der Berg von Menschen der Osterländischen Gruppe der Lausitzer Kultur bewohnt.

## Naturschutz
Der Dohlenstein ist Teil des Naturschutzgebietes „Dohlenstein und Pfaffenberg“ und ein Geotop.